# Кошала
Коша́ла (или Косала) — рабовладельческое государство в Древней Индии, на территории бывшего Ауда (ныне индийский штат Уттар-Прадеш), и Юго-Западного Непала.
Играло важную роль в политической и экономической жизни в Северной Индии в VI—V столетиях до н. э. Упоминается в индийских источниках среди 16 «великих государств», или махаджанапад. Кошала особенно усилилась в VI веке до н. э. при царе Прасенаджите, который с помощью дипломатии и войн подчинил Каши и ряд других областей.
Согласно буддийским сочинениям, Кошала захватила также и территорию шакьев, откуда по традиции происходил Будда. Эта война была исключительно кровопролитной и закончилась практически полным уничтожением шакьев. После длительной борьбы Кошала была подчинена Магадхой. Затем вошла в состав империи Маурьев.
Считалось, что правители Кошалы вели своё происхождение от Солнца, которое, в свою очередь, происходило от Кашьяпы, внука бога Брахмы, и только один из правителей Кошалы, Бхарата, вёл свой род от Луны.